# 30 Rockefeller Plaza

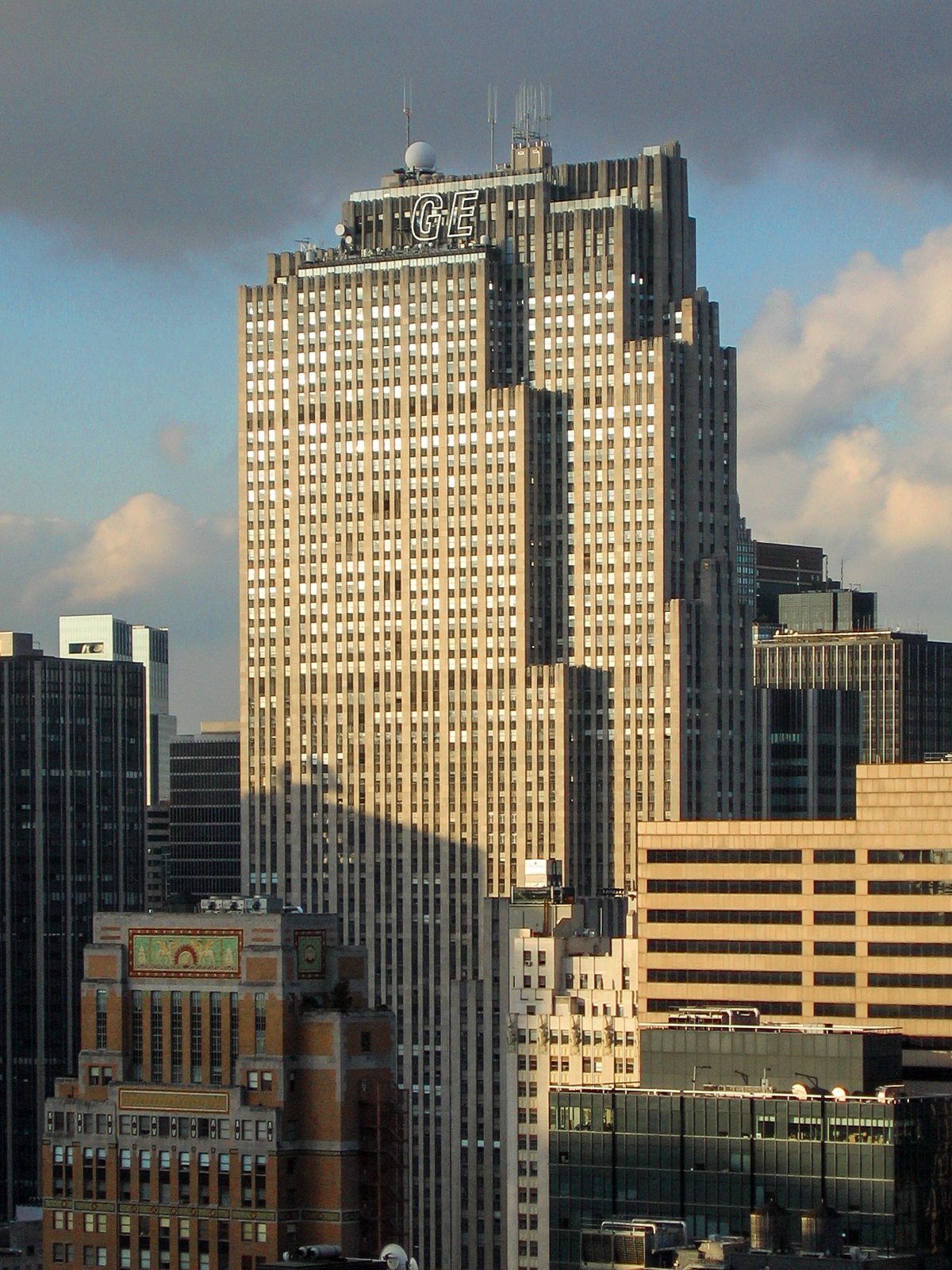
GE Building, i oktober 2005.

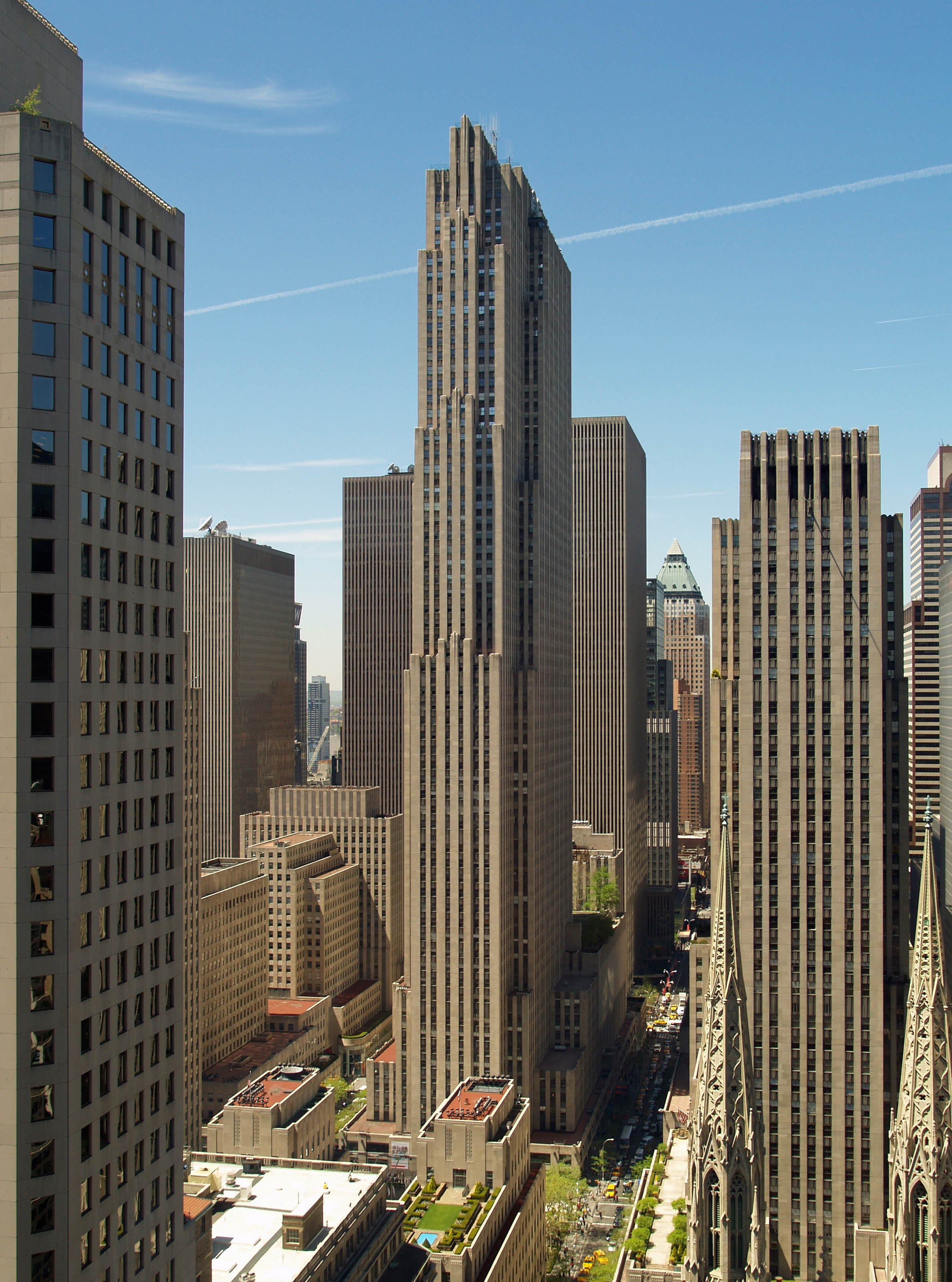
Byggnaden sedd från sidan.

30 Rockefeller Plaza (officiellt kallad RCA Building 1933–1988, GE Building 1988–2015 och Comcast Building sedan 2015) är en av skyskraporna i New York, som utgör en del av Rockefeller Center i Midtown Manhattan. Skyskrapan hyser TV-bolaget NBC:s huvudkontor. I vardagligt tal brukar byggnaden kallas 30 Rock och observationsdäcket kallas för Top of the Rock.

## NBC
TV-bolaget NBC sänder sitt nationella Morgon-TV-program The Today Show från ett skyltfönster vid torget. Varje morgon passerar tusentals åskådare förbi platsen där sändningarna sker. Inne i komplexet har NBC sitt huvudkontor och har både nationella nyhetsredaktionen för NBC Nightly News, nyhetskanalen MSNBC och lokal nyhetssändningar för New York.
Här spelas även humorprogrammet Saturday Night Live (även kallat för SNL) in. TV-serien 30 Rock utspelar sig där och handlar om ett fiktivt humorprogram som påminner om SNL.